# Ernest Zmeták
Ernest Zmeták (12. ledna 1919, Nové Zámky, Československo – 13. května 2004, Bratislava, Slovensko), byl slovenský malíř, grafik a ilustrátor. Patřil k nejvýznamnějším osobnostem slovenského výtvarného života, je autorem, mimo jiné, tympanonu průčelí Primaciálního paláce v Bratislavě. Inspirovala ho především slovenská lidová kultura.

## Život
V roce 1938 nastoupil na pražskou Akademii výtvarných umění do ateliéru profesora Williho Nowaka. Později přešel na Vysokou školu výtvarných umění v Budapešti, kde studoval v oddělení monumentálního malířství u Vilmose Aby Nováka, Bély Kontulyho a Ištvána Szönyiho. Od začátku své tvorby Ernest Zmeták formuloval svůj výtvarný program.[zdroj⁠?!] Absolvoval množství studijních cest do zahraničí, ale nikdy nepodlehl otrocky žádným trendům. Vždy hledal nové možnosti výtvarné řeči a neustále se konfrontoval s ostatními malíři. V roce 2004 obdržel Pribinův kříž I. třídy.

## Galerie

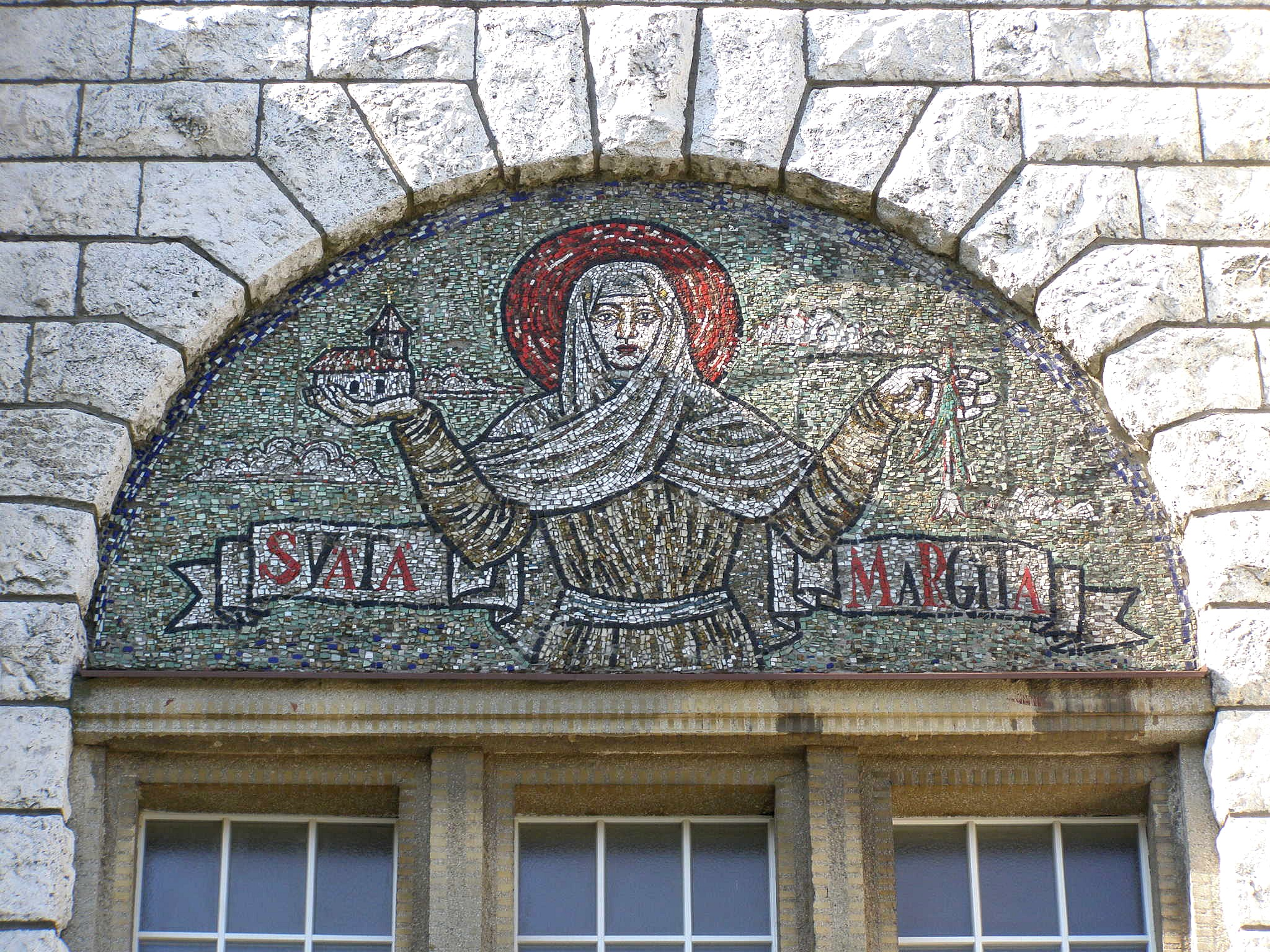
Mozaikový obraz patronky kostela nad hlavním vchodem kostela sv.Markéty v bratislavské městské části Lamač od ak. malíře Ernesta Zmetáka
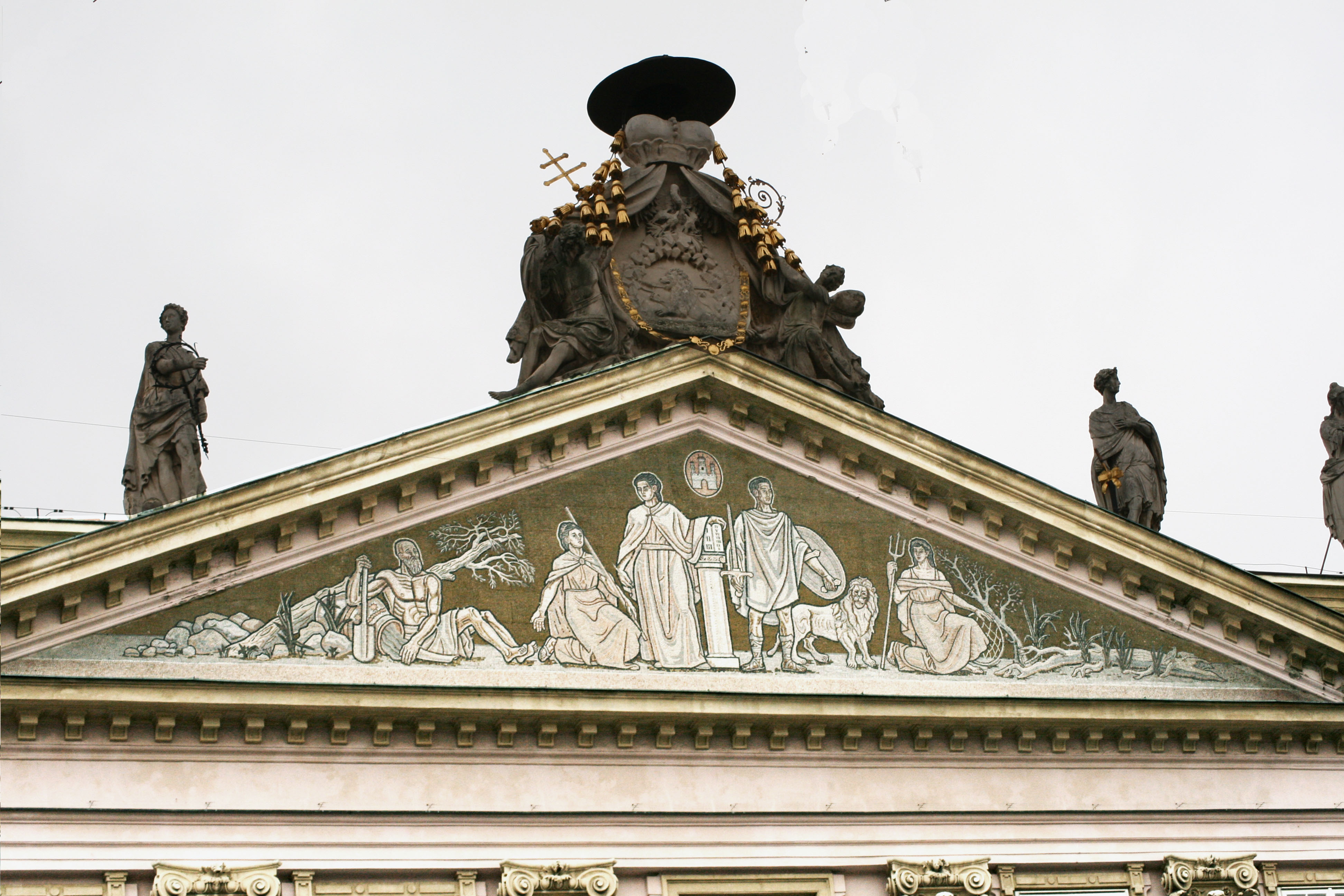
Mozaika na tympanonu Primaciálního paláce v Bratislavě (1959–1960), dílo ak. malíře Ernesta Zmetáka
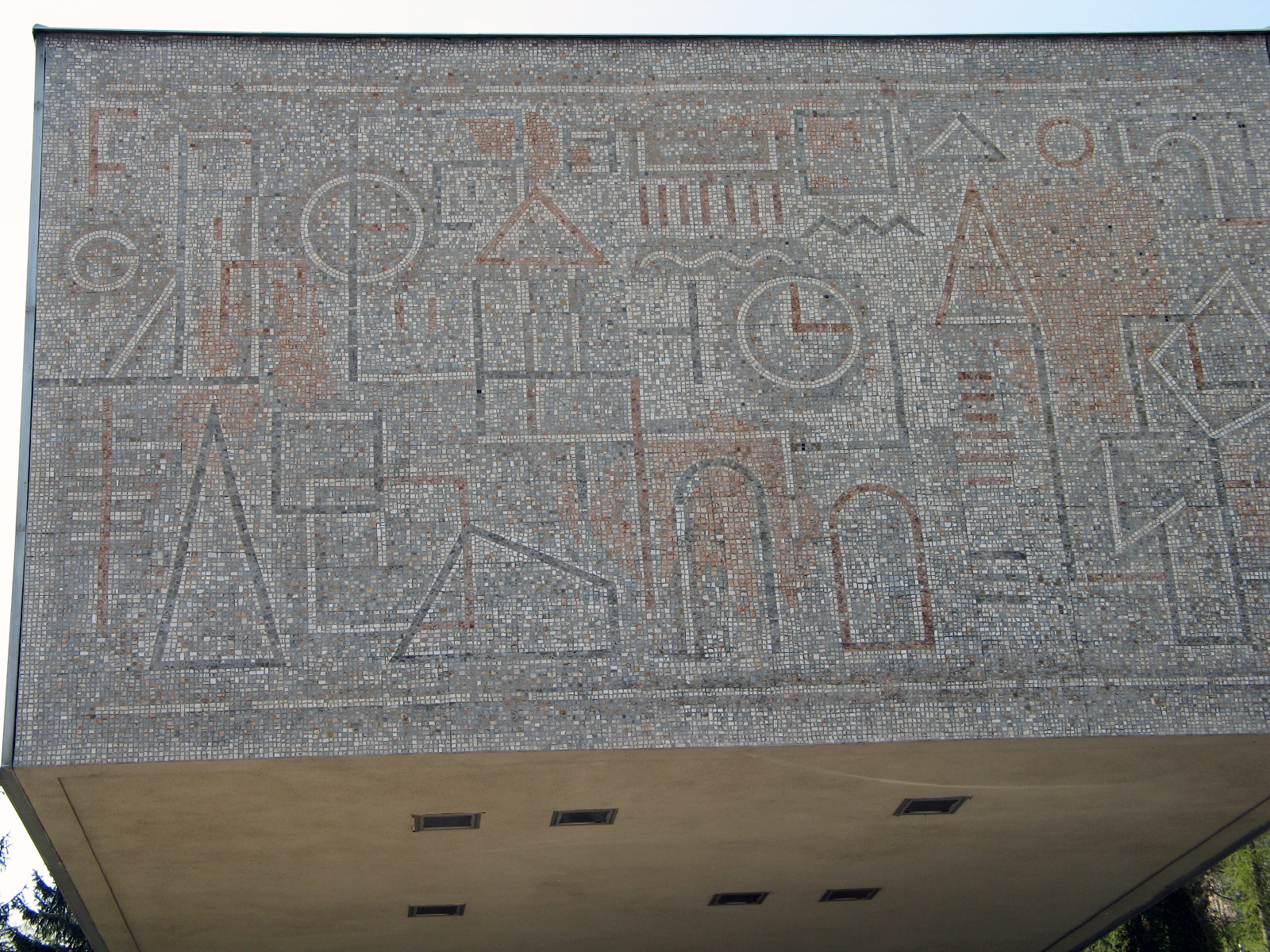
Kamenná mozaika na fasádě Galerie Ľudovíta Fullu v Ružomberku od ak. malíře Ernesta Zmetáka

#### Kniha (výběr)
- 1944 Nové slovenské maliarstvo, Osvetové ústredie pri Ministerstve školstva a národnej osvety, Bratislava
- 1970 Ernest Zmeták (S použitím umelcovho vlastného životopisu zostavil a doplnil Ladislav Saučin), Pallas, vydavateľstvo Slovenského fondu výtvarných umeni, Bratislava

#### Encyklopedie
- 1993 Nový slovník československých výtvarných umělců (II. díl; L - Ž), Výtvarné centrum Chagall, Ostrava
- 2010 Slovník českých a slovenských výtvarných umělců (XXI. W - Ž), Výtvarné centrum Chagall, Ostrava